# Bemani
bemani (ビーマニ, biimani) is een divisie van Konami die op muziek gebaseerde computerspellen produceert.

## Oorsprong
De naam 'bemani' is een samentrekking van het eerste muziekspel van Konami; beatmania. Oorspronkelijk was de naam nog Games & Music Division, of afgekort g.m.d.. Maar snel veranderde die naam naar de grondlegger van de serie.
Kenmerkend voor de bemaniserie is de naamgeving. Deze bestaat uit spel nste versie. Voorbeelden zijn Beatmania IIDX 5th Style en Dance Dance Revolution 3rd Mix. Uitzondering hierop is pop'n music, welke alleen een versienummer heeft, zonder extra toevoeging.
Bij ieder bemani-spel is het de bedoeling een knop, paneel of iets soortgelijks op het juiste moment in te drukken, zodat ontbrekende stukken uit een lied worden aangevuld. Zo speel je bij Drummania bijvoorbeeld de drums uit een liedje. Uitzondering hierop zijn de dansspellen, waarbij je enkel op het juiste moment op de juiste plek moet stappen. Wanneer je moet drukken, stappen of slaan, kan je zien aan streepjes of pijlen die over het scherm komen. Als deze boven een bepaalde lijn (boven of onder in het scherm) komen, dient er gespeeld te worden.

## Lijst van bemanispellen

### Beatmania
Beatmania speel je met vijf toetsen, die erg lijken op drie witte en twee zwarte pianotoetsen. Daarnaast heb je een draaischijf (turntable). Op het scherm vallen grijze en blauwe streepjes naar beneden. Als ze beneden zijn, druk je op de corresponderende toets. Komt er een rood streepje, dan draai je de turntable.
De eerste versie van beatmania komt uit 1997 en draagt de naam beatmania in Japan, Beatstage in het Verenigd Koninkrijk en Hip Hop Mania in de Verenigde Staten. De laatste versie was The Final, en is in 2002 uitgekomen.
Hoofdzakelijk bestaat de muziek in beatmania uit hiphop en breakbeat.
- 1997 - Beatmania/Beatstage/Hip Hop Mania
- 1998 - Beatmania 2nd Mix
- 1998 - Beatmania 3rd Mix
- 1999 - Beatmania 4th Mix
- 1999 - Beatmania 5th Mix
- 1999 - Beatmania/Beatstage/Hip Hop Mania Complete Mix
- 2000 - Beatmania/Beatstage/Hip Hop Mania Complete Mix 2
- 2000 - Beatmania feat. Dreams Come True
- 2000 - Beatmania Club Mix
- 2000 - Beatmania Core Remix
- 2001 - Beatmania 6th Mix: The UK Underground Music
- 2002 - Beatmania 7th Mix: Keepin' Evolution

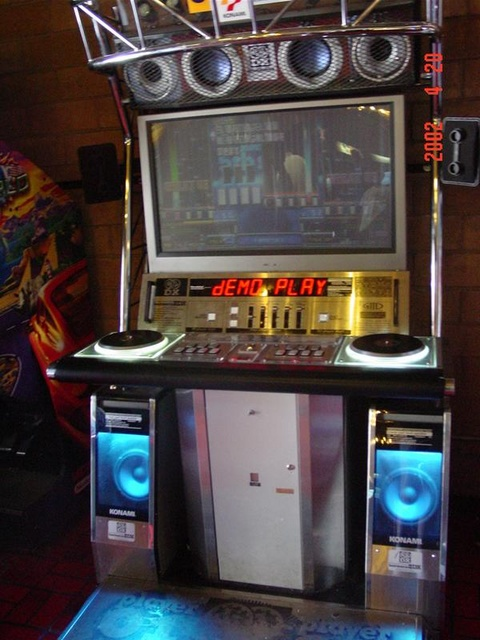
Beatmania IIDX

- 2002 - Beatmania: The Final

### beatmania IIDX
beatmania IIDX is een uitgebreide versie van beatmania. In plaats van 5 knoppen, zijn er nu zeven knoppen; vier witte en drie zwarte. Voor de rest is het principe hetzelfde als beatmania. Ook hier is er weer een draaischijf. De eerste versie is uitgekomen in 1999, en tot op heden komen er nog nieuwe versies uit. beatmania IIDX 31: EPOLIS uit 2023 is de laatste.
IIDX staat voor two DeluXe, maar het wordt vaak uitgesproken als toe die-eks (Engelse uitspraak van 2 D-X).
De oudere beatmania IIDX kwam in 2 uitgaven, een gewone en een deluxe variant, met een groter kabinet, groter scherm, beter geluidssysteem en een platform waar spelers op kunnen staan. Maar omdat de II-serie populairder was, heeft Konami besloten deze niet meer te produceren, en alle volgende versies enkel op de deluxe uitgave uit te brengen. In 2019 werd er een nieuw model kabinet uitgebracht genaamd LIGHTNING MODEL. Dit nieuwe model beschikt over een 120hz scherm en een extra kleiner touchscreen scherm om aanpassingen op te maken.
De muziek in beatmania IIDX bestaat vooral uit techno, trance en hardstyle.
- 1999 - Beatmania IIDX
- 1999 - Beatmania IIDX Substream
- 1999 - Beatmania IIDX Club Version
- 1999 - Beatmania IIDX 2nd Style
- 2000 - Beatmania IIDX 3rd Style
- 2000 - Beatmania IIDX 4th Style
- 2001 - Beatmania IIDX 5th Style
- 2001 - Beatmania IIDX 6th Style
- 2002 - Beatmania IIDX 7th Style
- 2002 - Beatmania IIDX 8th Style
- 2003 - Beatmania IIDX 9th Style
- 2004 - Beatmania IIDX 10th Style
- 2004 - Beatmania IIDX 11: IIDX RED
- 2005 - Beatmania IIDX 12: HAPPY SKY
- 2006 - Beatmania IIDX 13: DistorteD
- 2007 - Beatmania IIDX 14: GOLD
- 2007 - Beatmania IIDX 15: DJ TROOPERS
- 2008 - Beatmania IIDX 16: EMPRESS
- 2009 - Beatmania IIDX 17: SIRIUS
- 2010 - Beatmania IIDX 18: Resort Anthem
- 2011 - Beatmania IIDX 19: Lincle
- 2012 - Beatmania IIDX 20: tricoro
- 2013 - Beatmania IIDX 21: SPADA
- 2014 - Beatmania IIDX 22: PENDUAL
- 2015 - Beatmania IIDX 23: copula
- 2016 - Beatmania IIDX 24: SINOBUZ
- 2017 - Beatmania IIDX 25: CANNON BALLERS
- 2018 - Beatmania IIDX 26: Rootage
- 2019 - Beatmania IIDX 27: HEROIC VERSE
- 2020 - Beatmania IIDX 28: BISTROVER
- 2021 - Beatmania IIDX 29: CastHour
- 2022 - Beatmania IIDX 30: RESIDENT
- 2023 - Beatmania IIDX 31: EPOLIS

### beatmania III
beatmania III is een vervolg op de beatmania IIDX serie, en heeft, evenals de eerste beatmania maar vijf toetsen en een draaischijf. Daarbij heeft beatmania III ook nog een bass pedal, die met je voeten in te drukken is.
De eerste versie komt uit 2000, en de serie eindigde in 2003.
- 2000 - Beatmania III
- 2000 - Beatmania III Append 6th Mix
- 2000 - Beatmania III Append 7th Mix
- 2000 - Beatmania III Append Core Remix
- 2003 - Beatmania III: The Final

### Dance Dance Revolution/Dancing Stage
Dance Dance Revolution (afgekort: DDR, Dancing Stage in Europa) is een van de populairste spellen uit de bemani-serie. De eerste mix kwam uit in 1998, en sindsdien zijn er al meer dan 90 versies verschenen in onder andere arcade, console en pocket formaat. De serie loopt nog steeds, en binnenkort wordt Dancing Stage Max voor de PlayStation 2 verwacht in Europa.
Bij DDR gebruik je je voeten om te 'dansen'. Je stapt op het juiste moment op het juiste pijltje, voor, achter, links of rechts, en probeert zo precies mogelijk de dans te volgen. Dit op de meest uiteenlopende muziek zoals onder andere hardcore, dance, drum and bass, eurobeat en j-pop.
Nadat er in Japan het een tijd stil is geweest betreft nieuwe releases, komt in 2006 een nieuwe DDR game. Deze komt ook uit in Europa en de Verenigde Staten. Deze laatste versie draagt de naam SuperNOVA. Hiermee wil Konami de dansgamewereld heroveren.
Op arcade is uitgekomen:
- Dance Dance Revolution (JP)
- Dancing Stage (UK)
- Dancing Stage USA (VS)
- Dance Dance Revolution 2nd Mix (JP)
- Dance Dance Revolution Club Mix (link mogelijk met Beatmania IIDX Substream)
- Dancing Stage 1.5 (UK)
- Dancing Stage Disney's Rave (??)
- Dancing Stage with Dreams Come True (JP)
- Dance Dance Revolution 3rd Mix (JP)
- Dance Dance Revolution 4th Mix (JP)
- Dance Dance Revolution 4th Mix Plus (JP)
- Dancing Stage EuroMIX (EU)
- Dance Dance Revolution 5th Mix (JP)
- Dance Dance Revolution 6th Mix: MAX (JP)
- Dance Dance Revolution 7th Mix: MAX2 (JP)
- Dance Dance Revolution EXTREME (JP)
- Dancing Stage EuroMIX 2 (EU)
- Dancing Stage Fusion (EU)
- Dancing Stage SuperNOVA (EU)
- Dance Dance Revolution SuperNOVA (VS en JP)

DDR wordt voor thuisgebruik onder andere op PlayStation 2, X-Box en GameCube uitgebracht.

### Dance Maniax
Dance Maniax (of Dance Freaks in Korea) heeft twee paar bewegingsdetectors. Voor iedere speler een paar. Boven en onder deze detectors worden bewegingen gedetecteerd. Op het scherm komen rode en blauwe bollen voorbij. Als deze de bovenkant van het speelveld raken, moet de speler zijn handen boven of onder de detectors zwaaien.
De muziek in deze reeks spellen bestaat vooral uit dancemania nummers.
- 2000 - Dance Maniax
- 2000 - Dance Freaks
- 2001 - Dance Maniax 2nd Mix
- 2001 - Dance Maniax 2nd Mix Append J-paradise

### Pop'n Music
Vaak gewoon Pop'n genoemd. Pop'n Music bespeel je met 9 grote gekleurde knoppen die in de lay-out van de beatmania knoppen liggen. Van links naar rechts zijn ze wit, geel, groen, blauw, rood, blauw, groen, geel en wit gekleurd. Pop-kun's in dezelfde kleur vallen van boven naar beneden. Zodra deze bolletjes de lijn onderaan het scherm raken, dient de speler de corresponderende knop in te drukken. Er klinkt dan een geluid. Als de speler alle knoppen op het juiste moment indrukt, ontstaat een compleet liedje.
Muziek gebruikt bij de Pop'n Music serie is vooral vrolijke j-pop, themasongs van bekende series en andere vrolijke (kinder)liedjes.
- 1998 - Pop'n Music
- 1999 - Pop'n Music 2
- 1999 - Pop'n Music 3
- 2000 - Pop'n Music 4
- 2000 - Pop'n Music 5
- 2001 - Pop'n Music 6
- 2001 - Pop'n Music 7
- 2002 - Pop'n Music 8
- 2002 - Pop'n Music 9
- 2003 - Pop'n Music 10
- 2004 - Pop'n Music 11
- 2004 - Pop'n Music 12 Iroha
- 2005 - Pop'n Music 13 Carnival
- 2006 - Pop'n Music 14 Fever
- Onbekend (199?) - Pop'n Music Animelo
- Onbekend (199?) - Pop'n Music Animelo 2
- Onbekend (199?) - Pop'n Music Mickey Tunes

### GuitarFreaks&DrumMania
Ook wel bekend als GitaDora. GuitarFreaks spreekt voor zich; de speler hanteert een gitaar met drie knoppen op de hals, en een plastic hendel die de snaren voor moeten stellen. Bij DrumMania slaat de speler met drumstokjes op Yamaha DTX-onderdelen; drie drumstootkussens, een bekkens- en een high hatstootkussen. Ook is er een pedaal voor de bassdrum.
Deze twee spellen kunnen aan elkaar gelinkt worden, zodat twee spelers hetzelfde nummer kunnen spelen. Ook is Keyboardmania te linken.
- 1998 - GuitarFreaks
- Juli 1999 - GuitarFreaks 2ndMIX, DrumMania
- Maart 2000 - GuitarFreaks 3rdMIX, DrumMania 2ndMIX
- September 2000 - GuitarFreaks 4thMIX, DrumMania 3rdMIX
- Maart 2001 - GuitarFreaks 5thMIX, DrumMania 4thMIX
- September 2001 - GuitarFreaks 6thMIX, DrumMania 5thMIX
- Februari 2002 - GuitarFreaks 7thMIX & DrumMania 6thMIX
- Augustus 2002 - GuitarFreaks 8thMIX & DrumMania 7thMIX
- April 2003 - GuitarFreaks 9thMIX & DrumMania 8thMIX
- Oktober 2003 - GuitarFreaks 10thMIX & DrumMania 9thMIX
- April 2004 - GuitarFreaks 11thMIX & DrumMania 10thMIX
- Februari 2005 - GuitarFreaks V & DrumMania V
- November 2005 - GuitarFreaks V2 & DrumMania V2

### KeyboardMania
KeyboardMania laat de speler (zoals de naam al doet zeggen) een keyboard bespelen.
- KeyboardMania 1st mix
- KeyboardMania 2nd mix
- KeyboardMania 3rd mix

### ParaParaParadise
Net als bij Dance Maniax is het de bedoeling om de handen boven sensors te laten gaan. Dit keer zijn het er echt vijf. Het is afgeleid van de populaire Para Para dansjes uit Japan. Hierbij wordt enkel eurobeat of parapara als muziek gebruikt.
- ParaParaParadise
- ParaParaParadise v1.1
- ParaParaParadise 1stMIXPlus
- ParaParaParadise 2ndMix

### Dance 86.4 Funky Radio Station
Dance 86.4 Funky Radio Station lijkt erg op Dance Dance Revolution. Echter zijn er dit keer maar 3 panelen, naast elkaar, en bestaat de muziek hoofdzakelijk uit bekende j-pop liedjes. Doelgroep van dit spel is voornamelijk de jongere kinderen.

### Karaoke Revolution/Karaoke Stage
Na de gigantische karaokehype in Japan moest er natuurlijk ook een game van verschijnen. Het is de bedoeling dat de speler zo precies mogelijk meezingt met de liedjes. Er worden geen originele artiesten gebruikt, maar om kosten te drukken gebruikt Konami covers.

## Bemani-artiesten
Bij de bemani-spellen komen weinig popliedjes voor in originele staat. Het merendeel is gecoverd, zodat er minder tot geen licentiekosten aan zitten. Daarnaast heeft Konami een groot aantal artiesten die alleen voor Konami spellen muziek maken. Akira Yamaoka, Naoki Maeda, DJ Taka en Thomas Howard Lichtenstein zijn daar voorbeelden van.
Bij de serie Dance Dance Revolution komen veel Dancemanianummers voor, van het label Toshiba EMI. Samen met Konami hebben ze een overeenkomst gemaakt: Konami maakt kosteloos reclame voor Toshiba EMI, zodat Konami op hun beurt weer kosteloos onbeperkt gebruik mogen maken van ieder nummer dat is verschenen op een dancemania album.
Veel Konami-artiesten gebruiken voor andere nummers een telkens een ander pseudoniem, maar maken voor meerdere bemani-spellen nummers. Bekendst hierom is waarschijnlijk Naoki Maeda, die onder andere als Naoki, NMR, 8bit, DE-SIRE, Reven-G, FIXX, Luv Unlimited en Ω nummers heeft gemaakt.